# Petra Hultgren
Petra Cecilia Alexandra Hultgren, född 21 april 1972 i Värmdö, Stockholms län, är en svensk skådespelare.
Hultgren vann Fröken Sverige 1995. Hon tog examen vid Teaterhögskolan i Stockholm 2005.
Hultgren heter numera Petra van de Voort. Hon är gift och har två söner och bor i Hamburg i Tyskland.

## Filmografi
- 1996 – Vänner och fiender (TV-serie)
- 1997–2002 – Vita lögner (TV-serie)
- 2005 – Wallander – Afrikanen
- 2006 – Att göra en pudel
- 2006 – Mäklarna (TV-serie)
- 2007 – Labyrint (TV-serie)
- 2008 – Kungamordet (TV-serie)
- 2008 – Andra Avenyn (TV-serie)
- 2008 – Irene Huss – Guldkalven
- 2008 – Riddaren av Pelargonien (TV-serie)
- 2008 – Oskyldigt dömd (TV-serie)
- 2008 – Kommissarien och havet - I denna ljuva sommartid (TV-serie)
- 2009 – Livet i Fagervik (TV-serie)
- 2009 – SOKO Wismar (TV-serie)
- 2011 – Tatort (TV-serie) (avsnittet "Borowski und der coole Hund")
- 2013 – Zeugin der Toten
- 2013 – Uferlos! (TV-serie)
- 2013 – Kommissarien och havet - Ulv i fårakläder (TV-serie)